# Maud Tabachnik
Maud Tabachnik (* 12. listopadu 1938 Paříž) je francouzská osteopatka a spisovatelka. Žije v Paříži a píše na plný úvazek detektivky.
Vystudovala ekonomii, ale pak se rozhodla pro fyzioterapii. V roce 1963 se specializovala na osteopatii. V roce 1980, když onemocněla a podstoupila chirurgický zákrok, se musela vzdát svého povolání. Tak vstoupila do žánru detektivky. Rozšířila svůj repertoár románem La Mémoire du bourreau (2001) z pamětí důstojníka SS a J'ai regardé le diable en face o vraždách žen v Ciudad Juárez.

## Dílo
- La Vie à fleur de terre, Denoël, Paris, 1990
- La Mort quelque part, V. Hamy, Paris, 1995
- Le Festin de l'araignée, V. Hamy, Paris, 1996
- A l'horizon, les ténèbres : thriller, Presses du Temps, Nantes, 1996
- Fin de parcours, Viviane Hamy, 1997
- L'Étoile du temple, Viviane Hamy, 1997
- Miroir vérité, Paris, Fragments, 1997
- Gémeaux, Viviane Hamy, 1998
- Lâchez les chiens !, Flammarion, Paris, 1998
- Les Cercles de l'enfer, Flammarion, Paris, 1998
- Brouillard d'Ecosse, Paris, A. Michel, 1999
- L'Empreinte du nain, Flammarion, 1999
- Le Sang de Venise, Flammarion, 2000
- Un été pourri, Ed. J'ai lu, Paris, 2000
- Le Tango des assassins, Ed. du Masque, Paris, 2000
- Home, sweet home, EJL, Paris, 2001
- La Mémoire du bourreau, Paris, Librairie générale française, 2001
- Le Cinquième jour, le Grand livre du mois, Paris, 2001
- La Honte leur appartient, Ed. du Masque, 2002
- Mauvais frère, A. Michel, Paris, 2002
- Groupe Tel-Aviv, EP „Petits meurtres“, 2002.
- Douze heures pour mourir, A. Michel, Paris, 2004
- J'ai regardé le diable en face, A. Michel, Paris, 2005
- New-York balafres, Paris, P. Rey, 2005
- Une femme ordinaire, Paris, le Grand livre du mois, 2006
- Tous ne sont pas des monstres, Baleine, 2007
- Le Chien qui riait, A. Michel, Paris, 2007
- Ciel de Cendres, A. Michel, Paris, 2008
- Désert barbare, A. Michel, Paris, 2011
- Je pars demain pour une destination inconnue, Paris, L'Archipel, 2012
- L'impossible définition du mal, éd. De Borée, 2017